# Kvarteren Motorn och Vingen

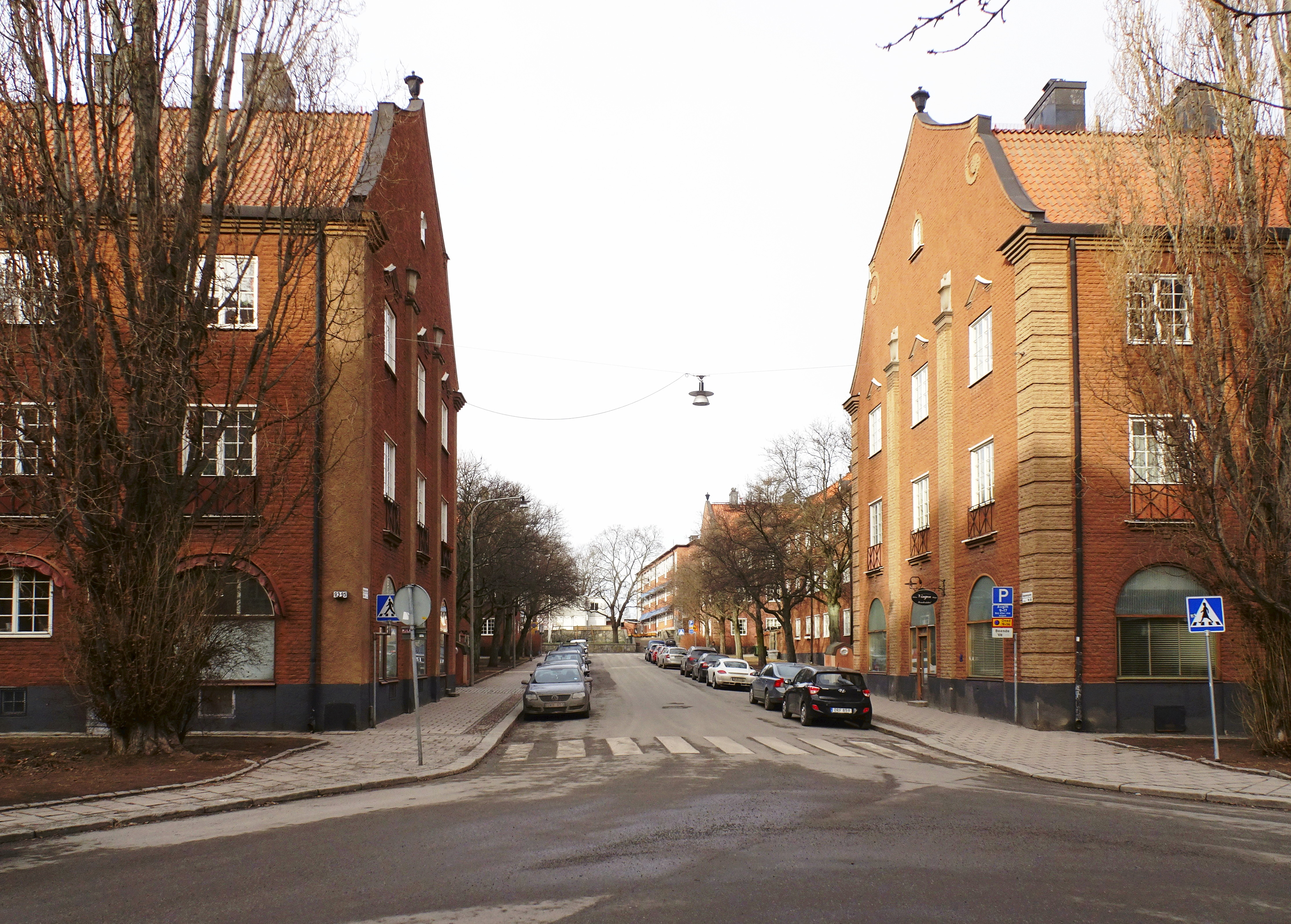
Upplandsgatan mot norr, Motorn till vänster och Vingen till höger.

Kvarteren Motorn och Vingen ligger vid Upplandsgatans norra slut i Vasastan i Stockholm. Området stadsplanerades 1914 av Per Olof Hallman och husen ritades av arkitekt  Gustaf Larson. Motorn och Vingen utgör ett tidigt exempel på kooperativt byggande med kommunalt stöd. Avsikten var att lösa den enorma bostadsbristen i Stockholm genom goda bostäder till rimliga priser och i omsorgsfullt utformade gårdsmiljöer. Kvarteren är blåklassade av Stadsmuseet i Stockholm vilket innebär att bebyggelsens kulturhistoriska värde av stadsmuseet anses motsvara fordringarna för byggnadsminnen i Kulturmiljölagen.

## Stadsplan

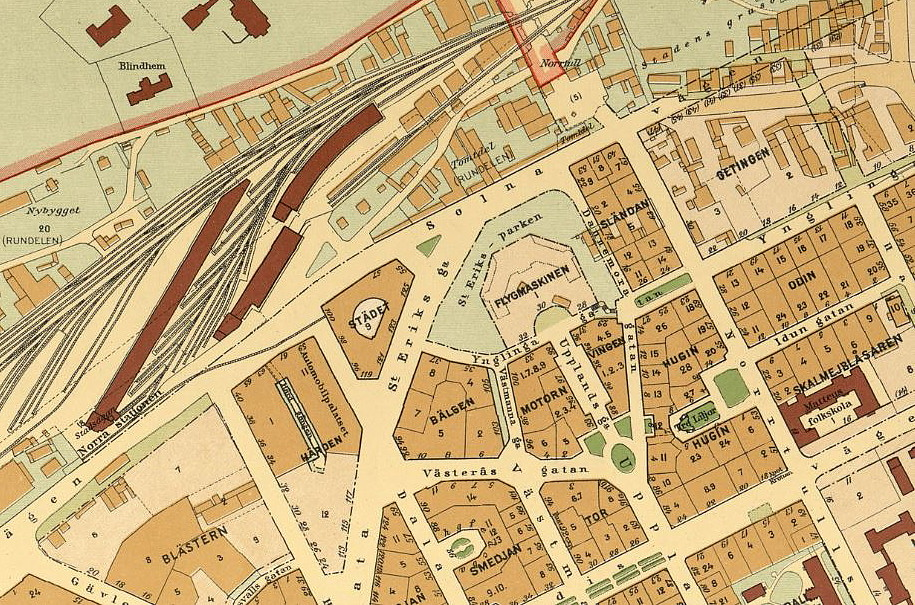
Området på 1930-talet.

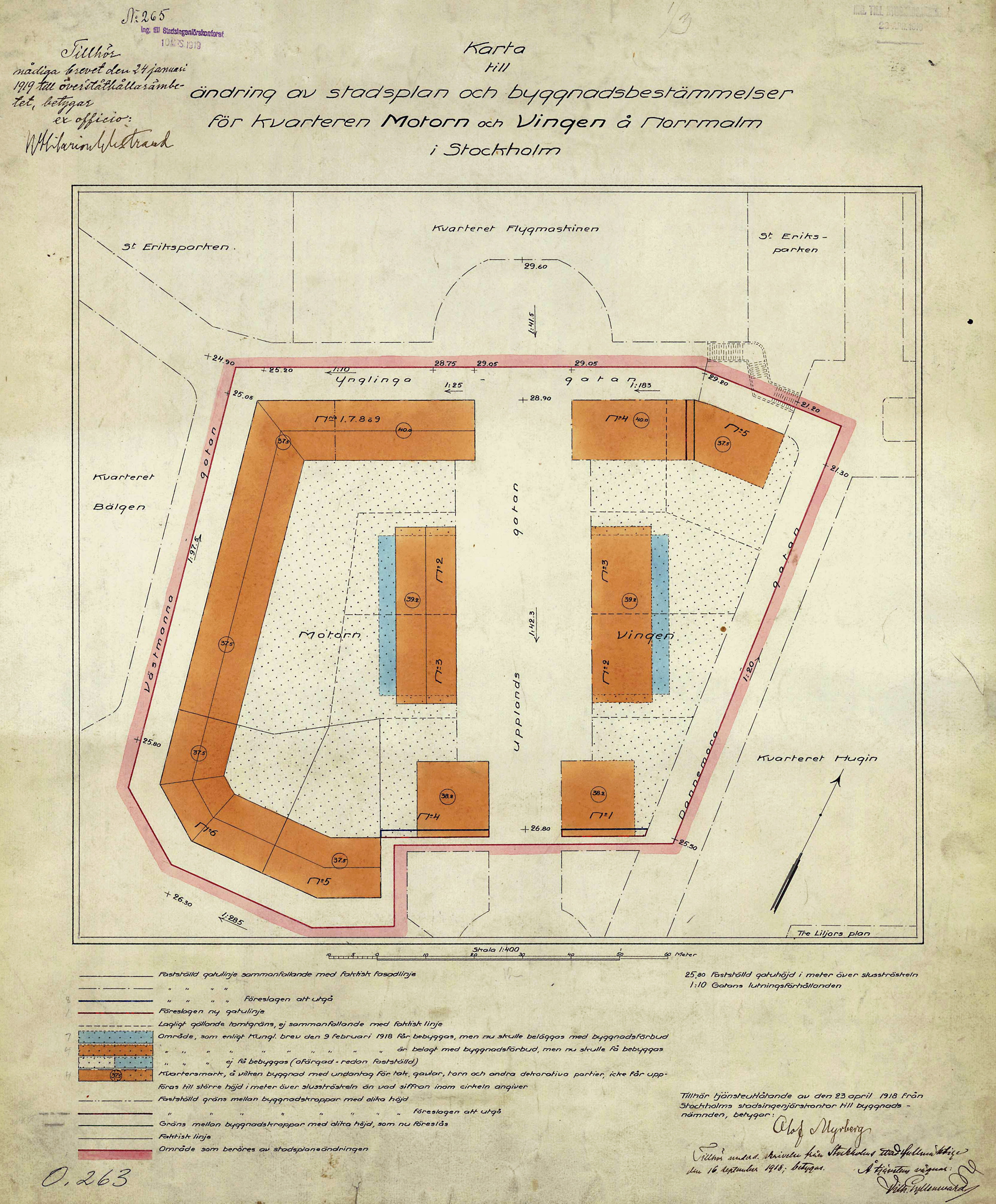
Stadsplanen från 1919.

Den första stadsplanen för detta område nära Norrtull vid norra gränsen av stenstaden fastställdes omkring 1885 och var en del av Lindhagenplanen. Den avsåg att lägga en likformig rutnätsplan med rektangulära stadskvarter över trakten. Huvudgatan var Upplandsgatan som skulle dras rakt fram till Solnavägen (nuvarande Norra Stationsgatan). På grund av områdets besvärliga topografi med bland annat en hög förkastningsbrant mot norr skissade stadsplanekontoret i början av 1900-talet på alternativa lösningar. 
Nu gällande stadsplan framtogs 1914 av stadsplanedirektören Per Olof Hallman och reviderades 1919. Han inspirerades av den österrikiske arkitekten Camillo Sitte vars stadsplaner bar influenser av medeltida städer som följde och anpassade sig till terrängen. Då fastställdes även nuvarande kvartersnamnen Flygmaskinen, Motorn och Vingen. Namnen anknyter inte till någon flygrelaterad verksamhet som kan ha funnits här. Tidigare kvartersnamnen var Hugin och Tor som fortfarande finns kvar, dock mindre.
Kvarteret Flygmaskinen är områdets fortsättning mot norr som planerades som park med en monumentalbyggnad (se Sankt Eriksparken). Någon monumentalbyggnad kom dock aldrig på plats utan tomten bebyggdes 1953 med Vasastadens kommunala flickskola (idag Rödabergsskolan), arkitekt Paul Hedqvist.

## Bebyggelsen

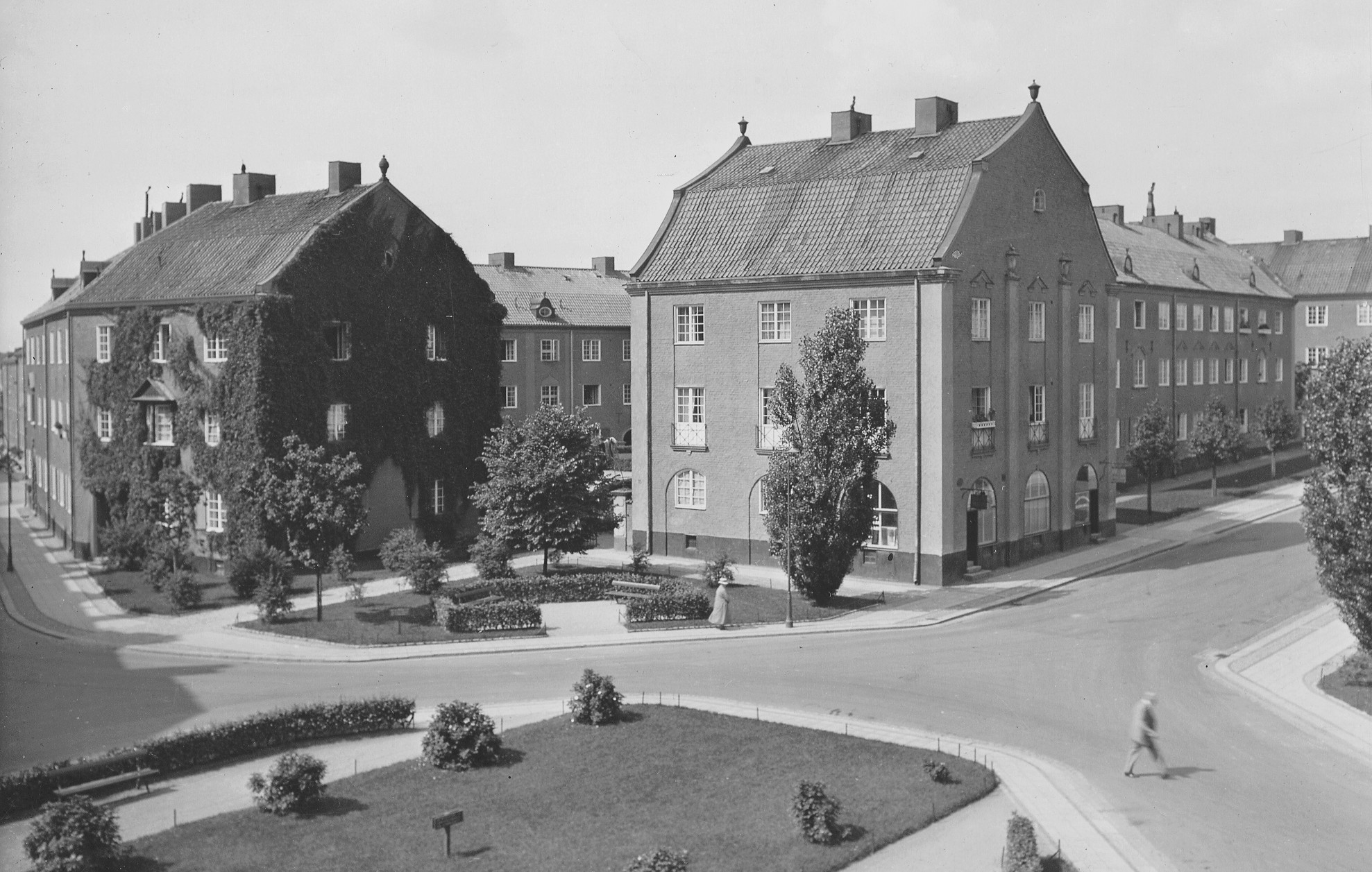
Kvarteret Motorn 1927.

Bebyggelsen i kvarteret Motorn uppfördes 1917–1919 efter ritningar av arkitekt  Gustaf Larson. Byggmästare var Axel Adling och byggherre var Stockholms Kooperativa Bostadsförening. Bostadshusen i kvarteret Motorn var deras första i den då nybildade föreningen. Husen är tre våningar höga och innehåller 88 lägenheter, de flesta med ett rum och kök (29 stycken) samt två rum och kök (28 stycken). Alla hade vattentoalett dock inga badrum.
Kvarteret Vingen stod färdigt ett par år efter att SKB:s första kvarter Motorn färdigställts. Även här var arkitekt Gustaf Larson. Liksom Motorn är Vingen ett storgårdskvarter med en lummig och bilfri innergård. Husen är tre våningar höga och innehåller 43 lägenheter, därav 21 stycken om ett rum och kök och 10 stycken om två rum och kök. Motorn och Vingens bostäder renoverades och moderniserades i mitten på 1970-talet efter ritningar av Lars Bryde. 
Larson ritade kvarterens byggnader i tidstypisk 1920-talsklassicism. Vid Upplandsgatans södra infart föreskrev stadsplanen två portalbyggnader med gaveln mot varandra. I bottenvåningen fanns butiker bakom höga, välvda skyltfönster, bland annat en bröd- och mjölkaffär som drevs av Konsumentföreningen Stockholm. Tegelfasaderna är slammade och avfärgade i dämpade, jordnära kulörer. Fasaderna accentueras av lisener och rusticerande hörnkedjor i avvikande färg. Stilen påminner om husen i närbelägna Röda bergen. Även här stod Hallman för stadsplanen och Larson ritade några av husen tillsammans med Edvin Engström och Gustaf Pettersson.

## Bilder

Kvarteret Motorn
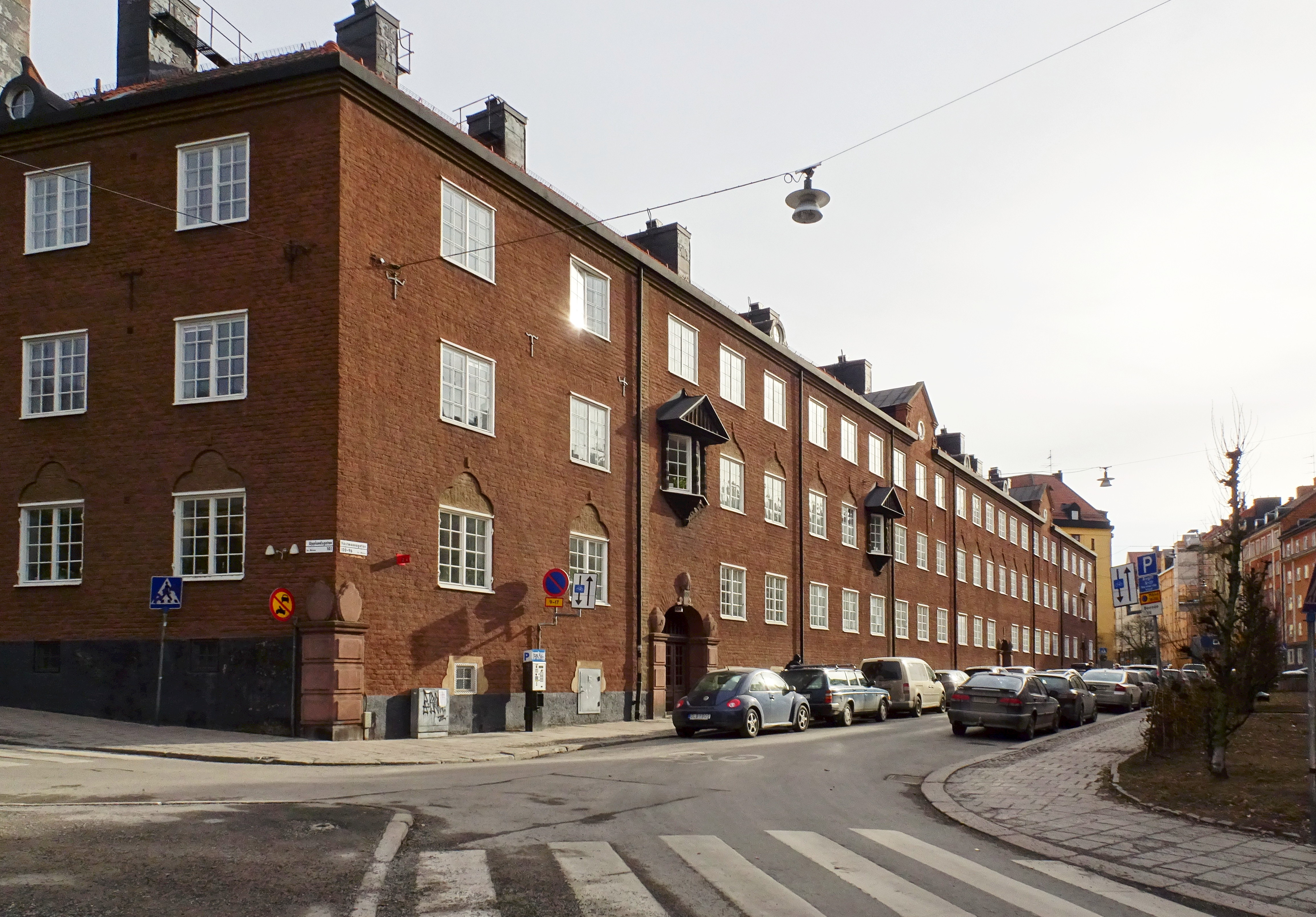
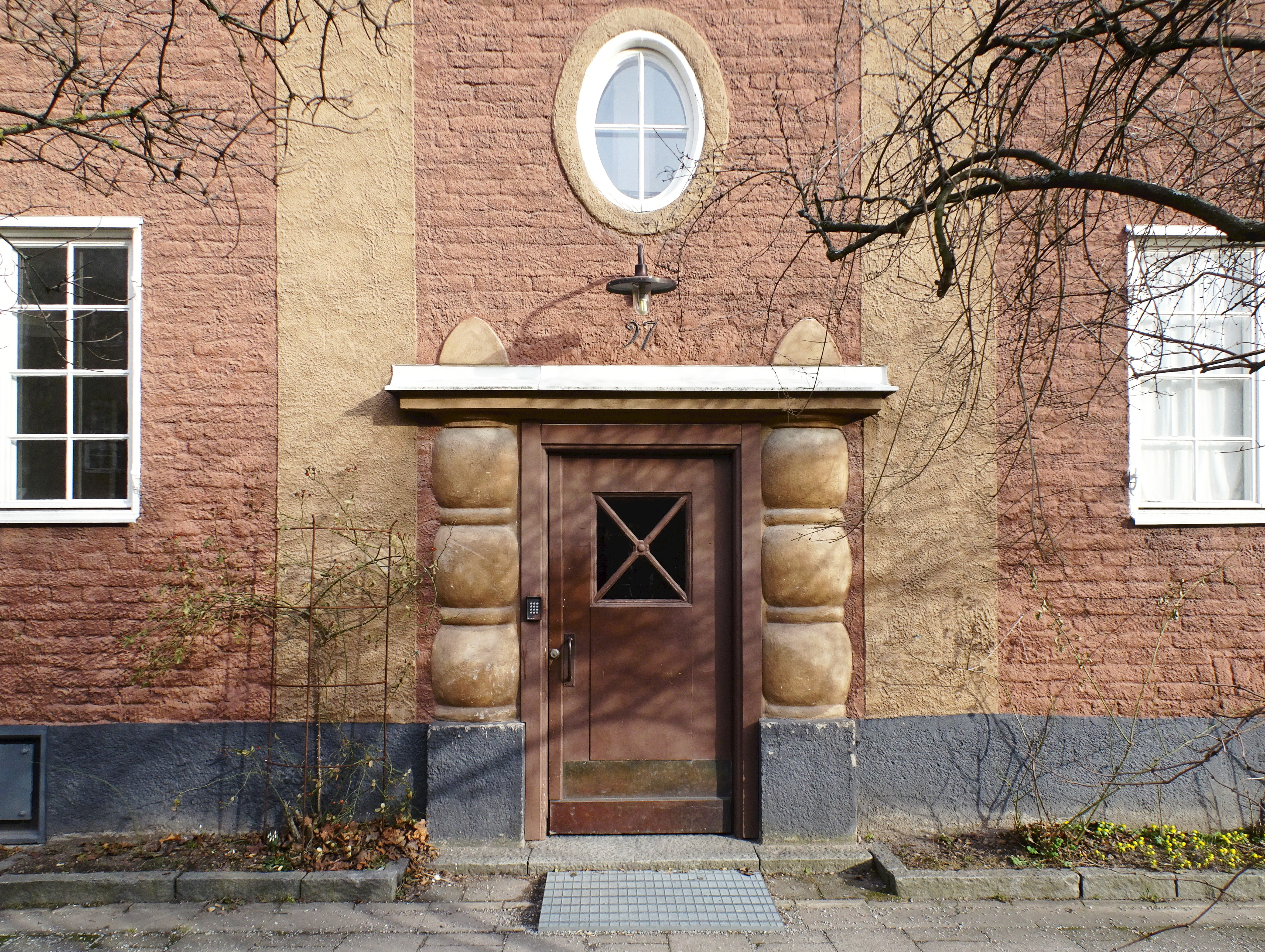
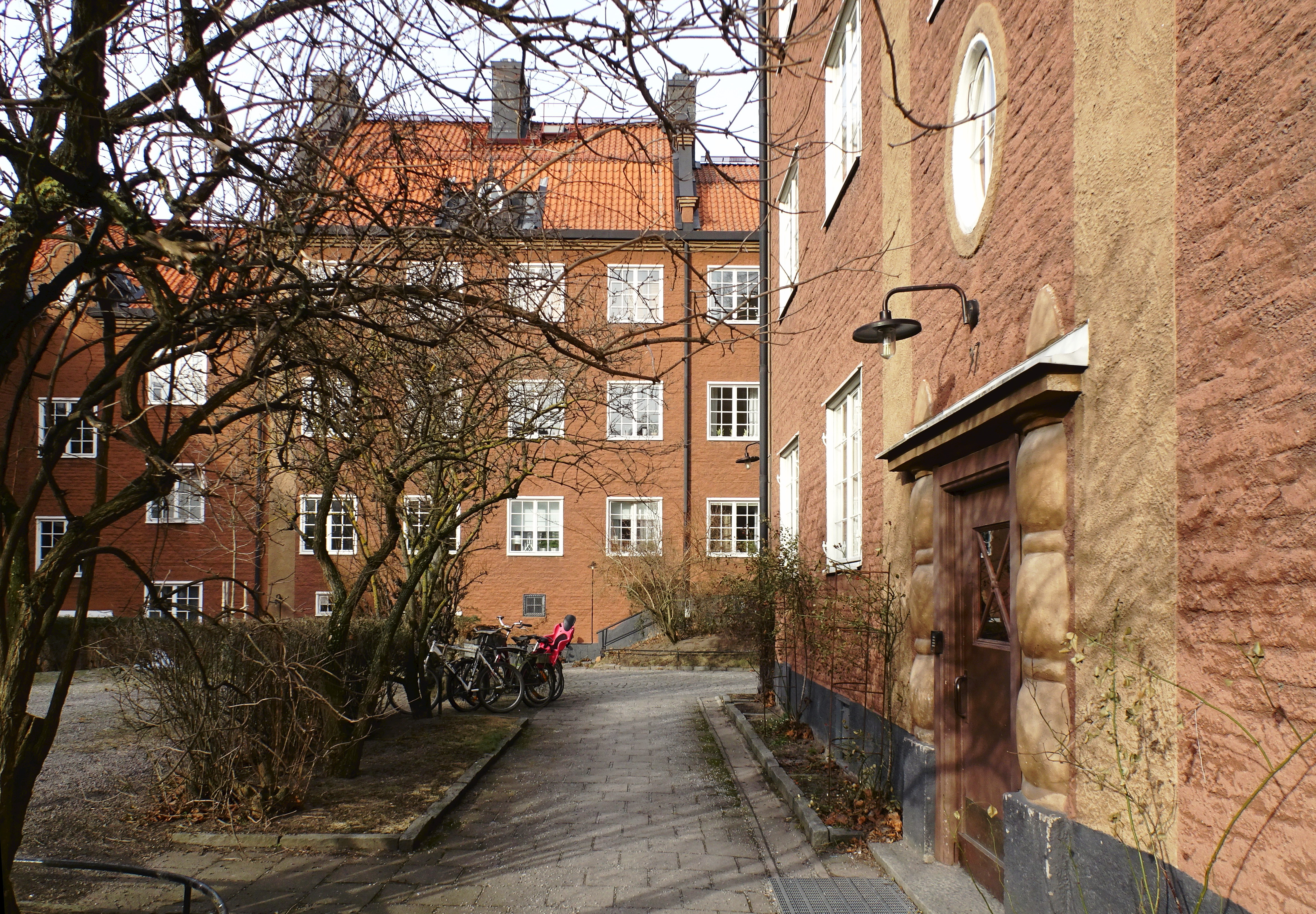
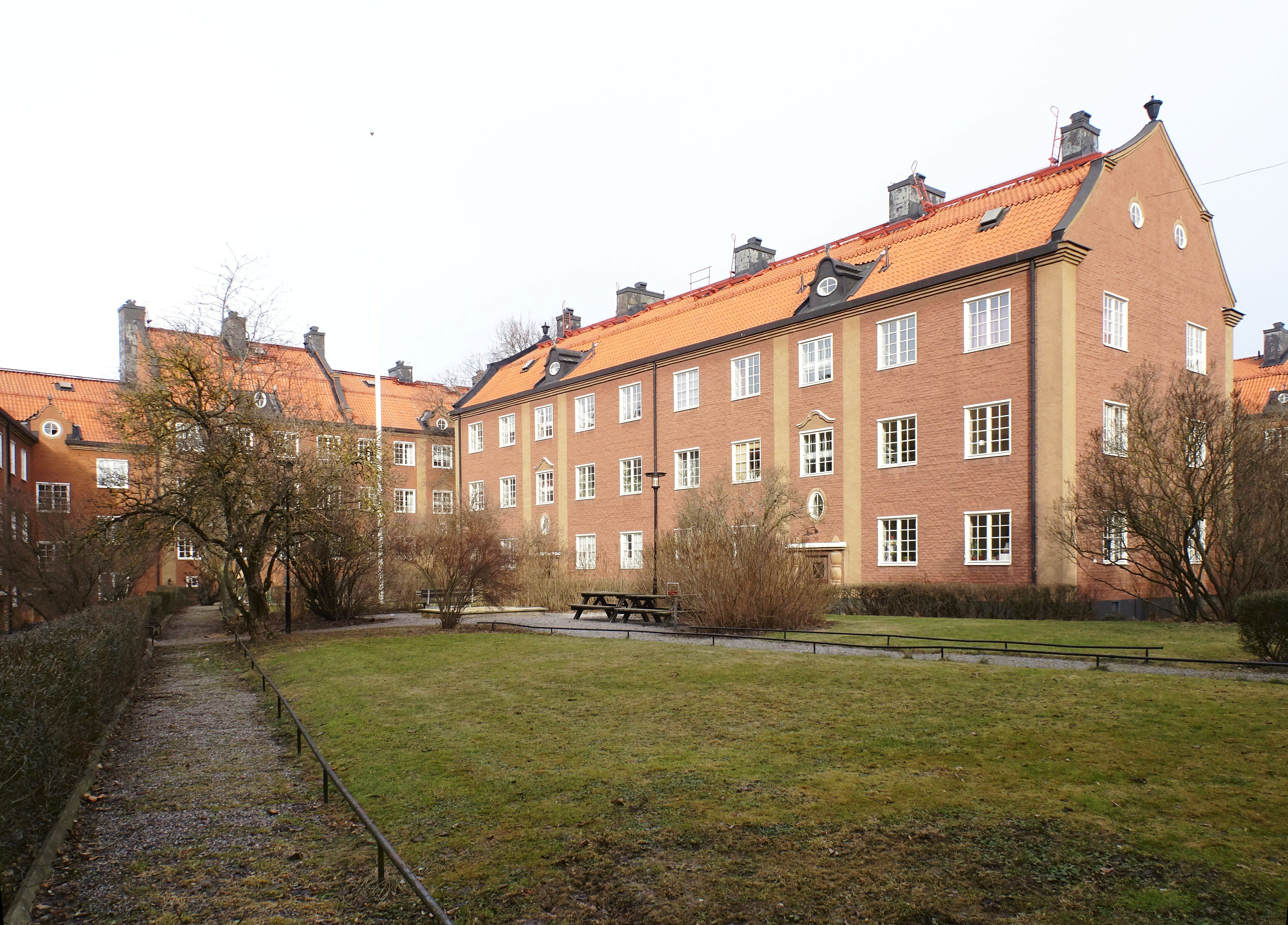

Kvarteret Vingen
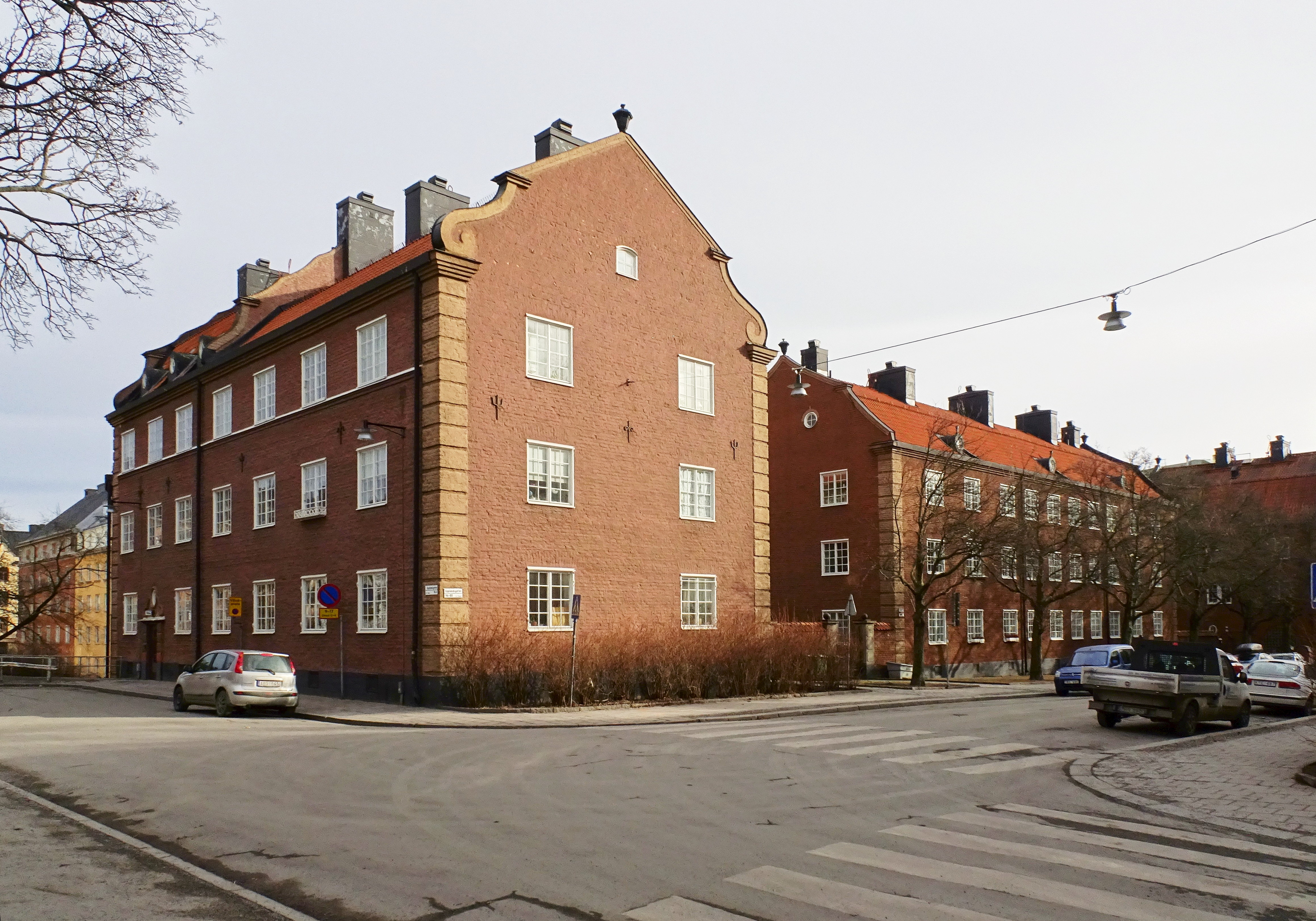
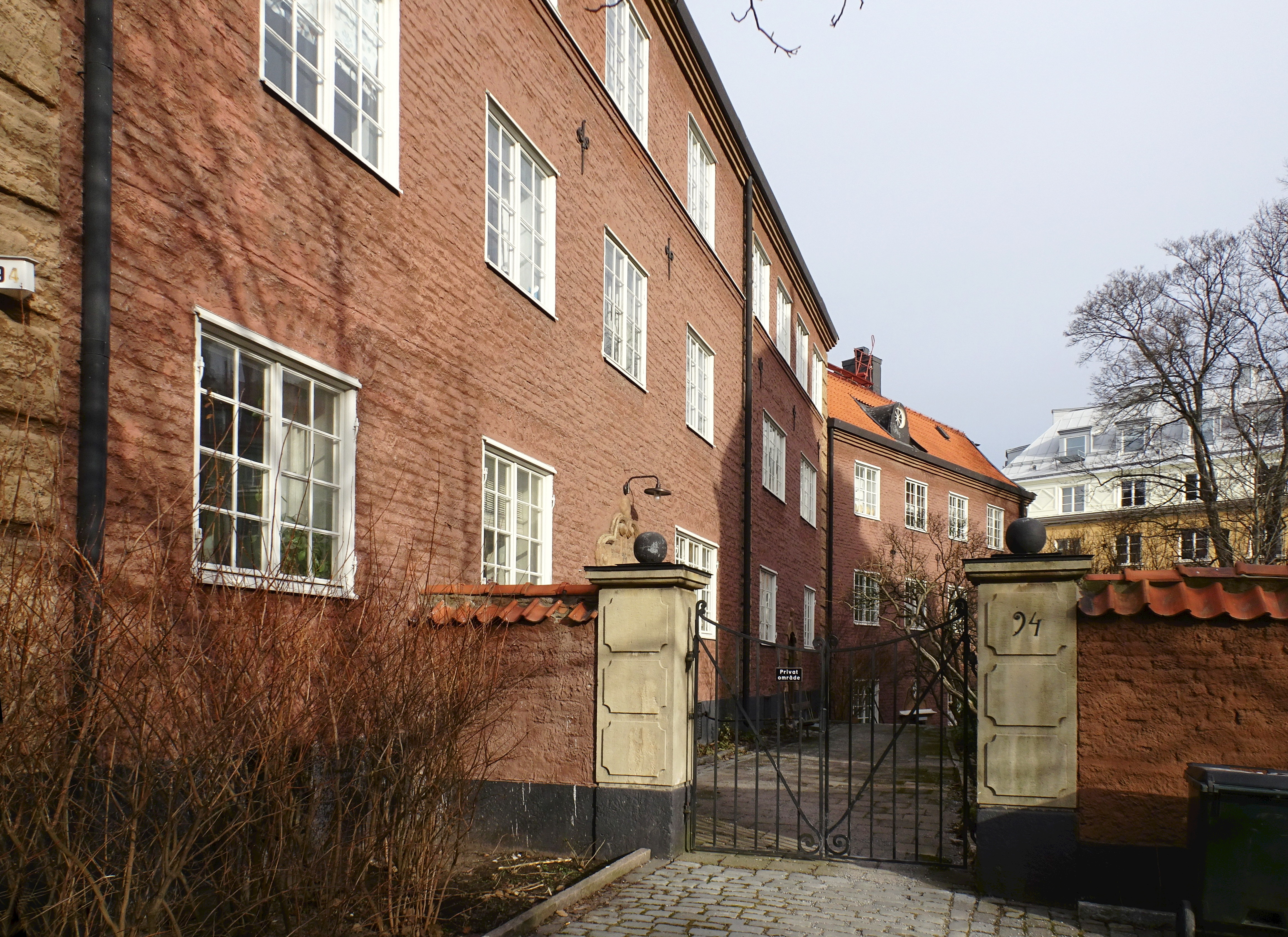
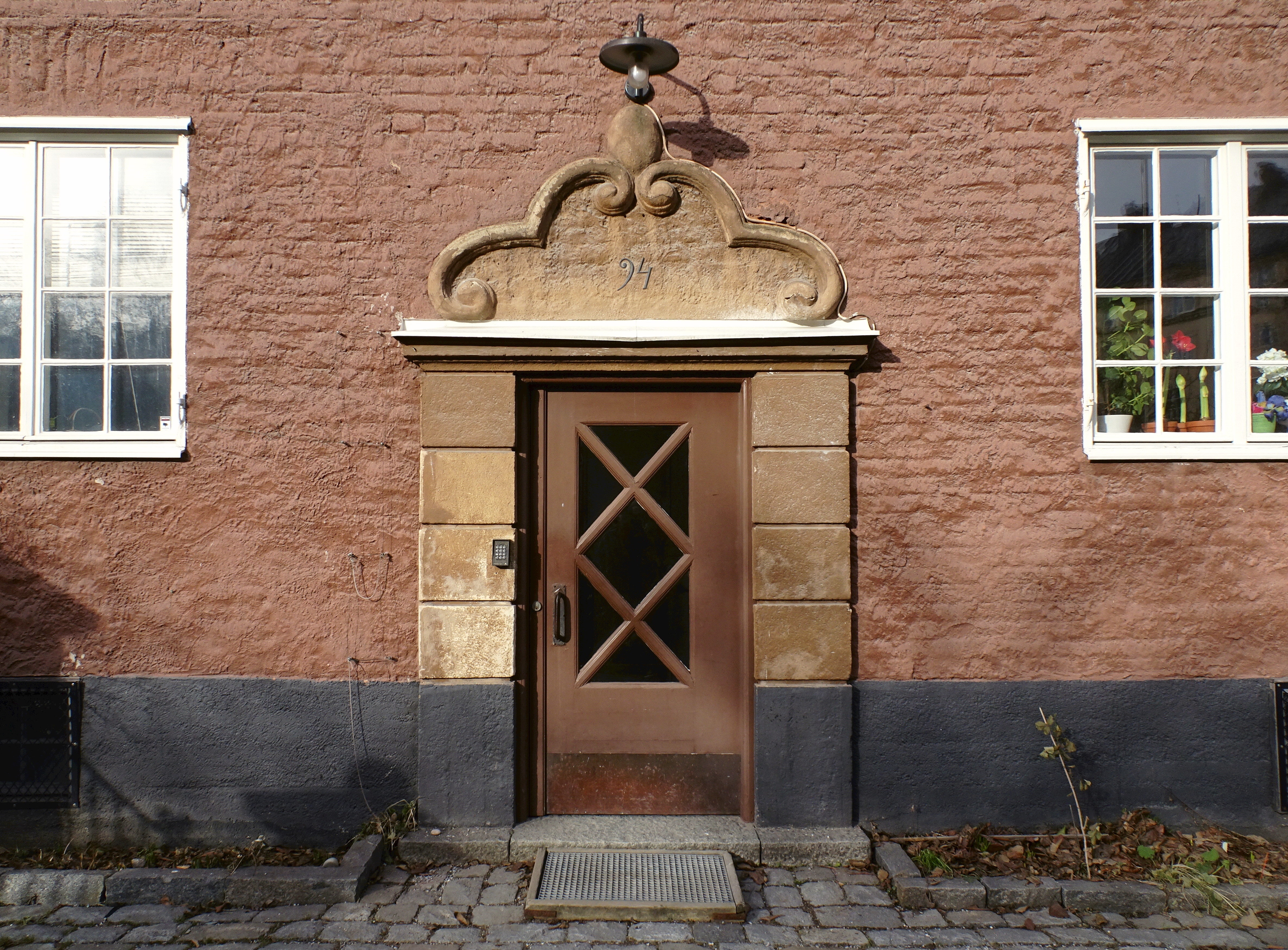
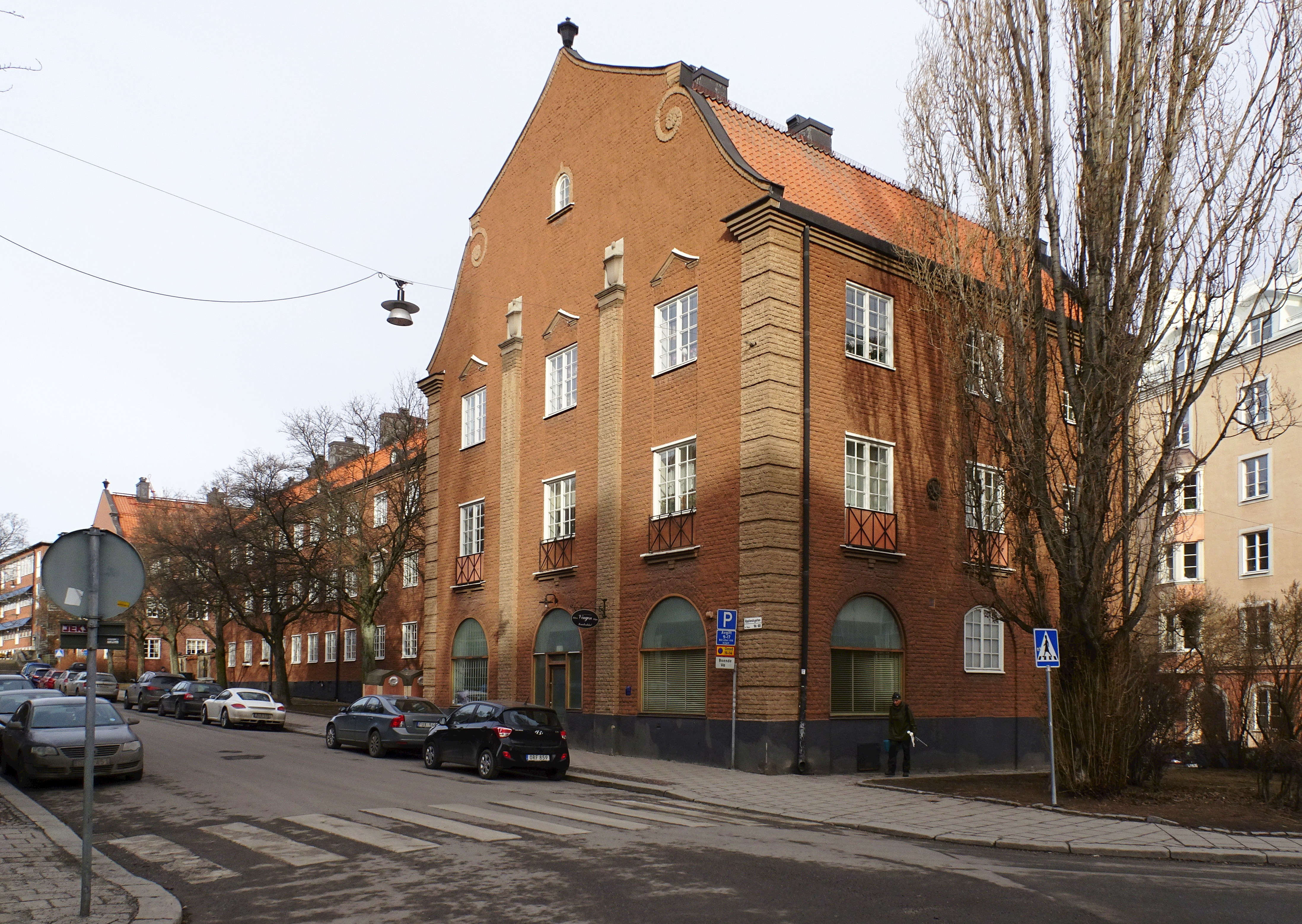

## Liknande områden i Stockholm
- Röda bergen
- Blecktornsområdet
- Helgalunden
- Lärkstaden